# Parioglossus neocaledonicus
Parioglossus neocaledonicus is een  straalvinnige vissensoort uit de familie van wormvissen (Microdesmidae). De wetenschappelijke naam van de soort werd voor het eerst geldig gepubliceerd in 1992 door Guido Dingerkus en Bernard Séret.
De soort staat op de Rode Lijst van de IUCN als Onzeker, beoordelingsjaar 2012.